# Bándol
Bándol (németül Weiden bei Rechnitz, horvátul Bandol, vendül Bándoul) község Ausztriában Burgenland tartományban a Felsőőri járásban.

## Fekvése
Rohonctól 13 km-re keletre a Kőszegi-hegység déli lábánál fekszik. Barátmajor, Füsthegy, Sirokány, Hármasfalu, Kulcsárfalu, Polányfalva, Rumpód és Szabar települések tartoznak hozzá.
A kataszteri közösségek Kulcsárfalu, Sirokány, Barátmajor, Hármasfalu (Ausztria), Polányfalva, Füsthegy, Rumpód, Weiden bei Rechnitz és Szabar.

## Története
A 14. században "Weiden", majd "Bandoly", de 1538-ban "Rakottyás" néven említik. Rá vonatkozhat a soproni oklevéltárban található okiratban az 1360-ban a Nagymartoni grófok birtokában volt "Reketye" falu említése. A 16. századtól az Erdődy család birtoka. Lakosságát a török 1532-ben kipusztította, helyükre gróf Erdődy Péter horvátokat telepített. A legjelentősebb kisbirtokos a Tallián család volt. Szentháromságnak szentelt kápolnája a 18. század végén már romos állapotban volt. Templomát 1819-ben építették.
Vályi András szerint " BANDOLY. Veiden. Horvát falu Vas Vármegyében, birtokos Ura Gróf Erdödy Uraság, lakosai katolikusok, fekszik a’ Kőszegi járásban, földgye homokos, és követses, fája elég, tehetősebb lakosai kereskedéssel élnek, második Osztálybéli."
Fényes Elek szerint " Bándoly, Weiden, horvát falu, Vas vármegyében, Rohonczhoz 1 óra, 286 kath., 5 evang. lak., kath. paroch. szentegyházzal. Szőlőhegye jó bort terem, de a jég gyakran elveri. Erdeje bikkes és 1987 holdat 275 négyszögölet foglal el. F. u. gr. Erdődy György. Ut. p. Szombathely."
Vas vármegye monográfiája szerint " Bándol, 419 r. kath. és ág. ev. lakossal és 53 házzal biró község. Lakosainak nagyobb része horvát, a többi német. Postája helyben van, távírója Rohoncz. Körjegyzőségi székhely. Kath. temploma e század elején épült. Birtokosai az Erdődyek."
A trianoni békeszerződésig Vas vármegye Kőszegi járásához tartozott. 1921-ben Ausztria Burgenland tartományának része lett. 1971-ben nyolc szomszédos települést csatoltak hozzá.

## Népessége
1910-ben 2081 lakosából 1681 horvát, 255 német, 40 magyar, 105 egyéb anyanyelvű volt.
2001-ben 900 lakosából 511 német, 367 horvát, 13 magyar, 9 egyéb nemzetiségű volt.

## Nevezetességei
- Nepomuki Szent János tiszteletére szentelt római katolikus plébániatemploma 1819-ben épült, mai alakját az 1953-as átépítéssel nyerte el.

## Híres emberek
- Itt született 1890. június 24-én Oszvald Arisztid Ferenc premontrei szerzetes, tanár, történész a gödöllői a Szent Norbert nevelőintézet rektora, gimnáziumi igazgató és rendházfőnök, a premontrei rend történetírója.
- Itt született 1961. január 29-én Christian Keglevits 18-szoros osztrák válogatott labdarúgó, az 1990-es labdarúgó-világbajnokságon az osztrák keret tagja.